# Isola della Vita
L'isola della Vita, Vita o Gavani (in croato Otok Života, Govan o Govanj) 
è un isolotto della Dalmazia meridionale, in Croazia, adiacente alla penisola di Sabbioncello. Amministrativamente appartiene al comune della città di Stagno, nella regione raguseo-narentana.
L'isolotto è situato nel canale di Stagno Piccolo (Malog Stona kanal) a 90 m dall'estremità della piccola penisola d'Ostro (Ostrog), che chiude a sud-ovest la valle Sozza; si trova a sud-ovest dell'ingresso di valle Bistrina o Bristine (uvala Bistrina) e circa 500 m a nord del porto di Codiglie (Hodilje). Ha una superficie di 0,011 km², la sua costa è lunga 0,39 km.
La zona, specialmente la valle Bistrina, è luogo di allevamento di frutti di mare. Sull'isolotto ci sono degli edifici ma è disabitato. In direzione nord-ovest, a circa 620 m si trova l'isolotto Bagnisola.

### Cartografia
- (HR) Mappa topografica della Croazia 1:25000, su preglednik.arkod.hr. URL consultato il 12 febbraio 2017.